# Championnat d'Australie masculin de water-polo
Le championnat d'Australie de water-polo ou National Water Polo League (NWPL) est la principale compétition australienne de water-polo. Elle est organisée par l'Australian Water Polo depuis 1990 chez les hommes et 2004 chez les dames.

## Déroulement
Dans les années 2000, les championnats féminin et masculin se jouent en deux phases. En début d'année civile, une phase régulière en matches aller et retour, puis une phase finale d'une semaine où s'affrontent les six meilleures équipes de la phase régulière.

## Palmarès masculin
- 1990 : Richmond Tigers[1]
- 1991 : Richmond Tigers[1]
- 1992 : Richmond Tigers[1]
- 1993 : Richmond Tigers[1]
- 1994 : Cronulla Sharks[1]
- 1995 : Cronulla Sharks[1]
- 1996 : Cronulla Sharks[1]
- 1997 : Cronulla Sharks[1]
- 1998 : Fremantle Mariners[1]
- 1999 : Cronulla Sharks[1]
- 2000 : Fremantle Mariners[1]
- 2001 : Fremantle Mariners[1]
- 2002 : Sydney University Lions[1]
- 2003 : Sydney University Lions[1]
- 2004 : Brisbane Barracudas[1]
- 2005 : Sydney University Lions[1]
- 2006 : Fremantle Mariners[1]
- 2007 : Queensland Breakers[1]
- 2008 : Wests Magpies[1]
- 2009 : Fremantle Mariners[1]
- 2010 : Victorian Tigers[2]
- 2011 : Fremantle Mariners[3]
- 2012 : Fremantle Mariners[4]